# بوبي هوارد
بوبي هوارد (بالإنجليزية: Bobbie Howard) هو لاعب كرة قدم أمريكية أمريكي، ولد في 14 يونيو 1977 في تشارلستون في الولايات المتحدة.

## وصلات خارجية
- بوبي هوارد على موقع مرجع كرة القدم المحترفة.كوم (الإنجليزية)